# سینمای کانادا
سینمای کانادا (انگلیسی: Cinema of Canada) به صنعت فیلم در کانادا اشاره دارد. کانادا، مرکز چندین استودیوی فیلم‌سازی است که اغلب در سه منطقه بزرگ شهری کانادا یعنی تورنتو، مونترآل و ونکوور قرار دارند. از سال ۱۹۱۱، ۱۰۰۰ فیلم برگزیده انگلیسی‌زبان و ۶۰۰ فیلم برگزیده فرانسوی-کانادایی کاملاً یا به صورت همکاری، در سینمای کانادا تولید شده‌است. اولین فیلم برداشته شده در کانادا، در کنار آبشارهای نیاگارا ساخته شده‌است. اولین فیلم‌ساز کانادایی، جیمز فریر، کشاورزی از مانیتوبا بود که مستندش را در اوایل ۱۸۹۷، در سراسر انگلستان به نمایش درآورد تا مردم را به مهاجرت به مانیتوبا تشویق کند.
برخی از کارگردانان مطرح سینمای کانادا عبارتند از: جیمز کامرون، دیوید کراننبرگ، آتوم اگویان، سارا پلی، دیپا مهتا، دنیس آرکند، دنی ویلنو، ژان-مارک ولی، لئا پول و زاویه دولان.
سینمای انگلیسی‌زبان کانادا، نزدیکی زیادی به سینمای آمریکا دارد. کارگردانان کانادایی که برای فیلم‌هایی که با تهیه‌کنندگی آمریکا ساخته‌اند، مشهورند، عبارتند از نورمن جویسون، جیسون رایتمن، پل هگیس و جیمز کامرون. کامرون به همین صورت، دو فیلم اول پرفروش تاریخ، یعنی آواتار و تایتانیک را ساخته‌است. بازیگران کانادایی که در هالیوود درخشیده‌اند عبارتند از: مری پیکفورد، نورما شیرر، دونالد ساترلند، جیم کری و رایان گاسلینگ.